# Ormosia longispina
Ormosia longispina là một loài ruồi trong họ Limoniidae. Chúng phân bố ở miền Cổ bắc.